# Ağcaşar, Nurhak
Ağcaşar là một xã thuộc huyện Nurhak, tỉnh Kahramanmaraş, Thổ Nhĩ Kỳ. Dân số thời điểm năm 2010 là 237 người.